# 284996 Rosaparks
284996 Rosaparks este o planetă minoră (asteroid), cu un diametru de 3,512 km, din centura de asteroizi. A fost descoperită pe 9 iunie 2010 la Wide-field Infrared Survey Explorer⁠(d) de Wide-field Infrared Survey Explorer⁠(d) și a fost numită după Rosa Parks. 
Obiectul prezintă o orbită caracterizată de o semiaxă mare de 3,1485152171691 UAi, o excentricitate de 0,13, o înclinație de 12,1 ° în raport cu ecliptica.